# Пьер Абеляр
Пьер Абеля́р (фр. Pierre Abélard/Abailard, лат. Petrus Abaelardus; 1079, Ле-Палле, близ Нанта — 21 апреля 1142, аббатство Сен-Марсель, близ Шалон-сюр-Сон, Бургундия) — средневековый французский философ-схоласт, теолог, поэт и музыкант. Один из основоположников и представителей концептуализма. Католическая церковь неоднократно осуждала Абеляра за еретические воззрения. История его жизни изложена в автобиографии Historia Calamitatum («История моих бедствий»).

## Биография
Сын Люси дю Пале (до 1065 — после 1129) и Беренгера (до 1053 — до 1129), Пьер Абеляр родился в деревушке Пале близ Нанта, в провинции Бретань в рыцарской семье. Первоначально предназначен был для военной службы, но непреодолимая любознательность и в особенности стремление к схоластической диалектике побудили его посвятить себя изучению наук. Он также отказался от права майората и стал школяром-клириком. В юном возрасте слушал лекции Иоанна Росцелина, основателя номинализма. В 1099 году прибыл в Париж, чтобы учиться у представителя реализма — Гийома де Шампо, который привлекал слушателей со всех концов Европы.
Однако вскоре стал соперником и противником де Шампо и Росцелина. Выступая против оппозиции со стороны своего учителя де Шампо, Абеляр создал свою собственную школу, сначала в Мелёне, а затем, около 1102—1104 годов, для более прямой конкуренции он переехал ближе к Парижу в Корбей.

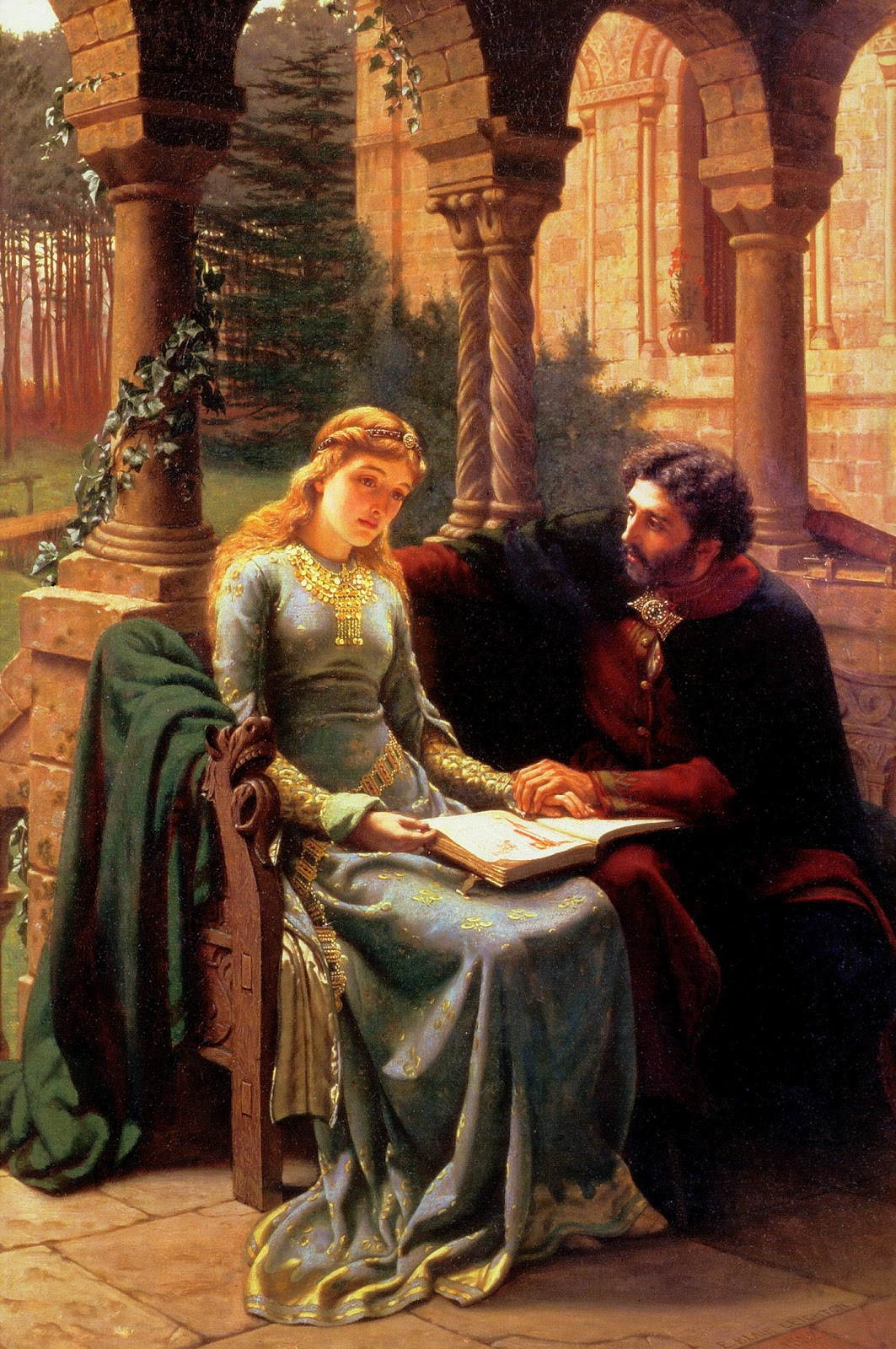
«Абеляр и Элоиза». Худ. Эдмунд Лейтон (1882)

Его учение было особенно успешным, хотя какое-то время ему приходилось бросать его и проводить время в Бретани. По возвращении, после 1108 года, он обнаружил, что де Шампо читает лекции в обители Сен-Виктор, недалеко от острова Сите, и там они снова становятся соперниками, а Абеляр бросает вызов де Шампо из-за его теории универсалий. Абеляр снова одержал победу, и почти смог занять должность управляющего в Нотр-Даме. Однако на короткое время де Шампо смог помешать Абеляру читать лекции в Париже. Соответственно, Абеляр был вынужден возобновить свою школу в Мелёне, которую он тогда (ок. 1110—1112 годов) смог переместить в Париж, на холм Святой Женевьевы с видом на Нотр-Дам.
После своего успеха в диалектике он примкнул к богословию и в 1113 году переехал в Лан, чтобы посещать лекции Ансельма Лаонского по библейскому толкованию и христианскому учению. Невзирая на учение Ансельма, Абеляр начал предлагать свои собственные лекции по книге Иезекииля. Ансельм запретил ему продолжать это учение, и Абеляр вернулся в Париж, где примерно в 1115 году он принял управление соборной школы Нотр-Дама и канона Санса (собор архиепархии), к которому относился Париж. Он был учителем многих знаменитых впоследствии людей, из которых наиболее известны: Папа Римский Целестин II, Пётр Ломбардский и Арнольд Брешианский. Среди менее известных — Иларий Орлеанский.

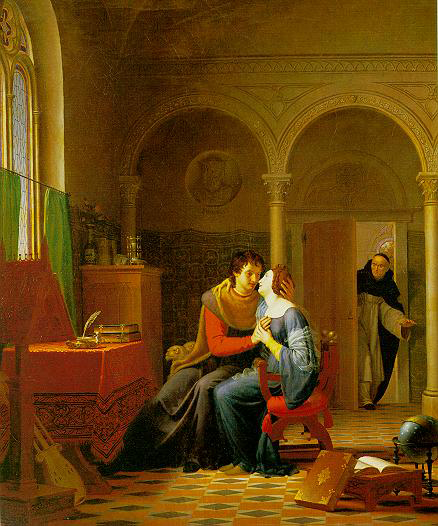
«Каноник Фульбер застаёт врасплох Абеляра и Элоизу». Худ. Жан Виньо (1819)

Абеляр был всеми признанный глава диалектиков и ясностью и красотой своего изложения превзошёл прочих учителей Парижа, тогдашнего средоточия философии и богословия. В то время в Париже жила 17-летняя племянница каноника Фульбера Элоиза, славившаяся красотой, умом и познаниями. Абеляр воспылал страстью к Элоизе, ответившей ему полной взаимностью. Благодаря Фульберу Абеляр стал учителем и домашним человеком у Элоизы, и оба влюблённых наслаждались полным счастьем, пока об этой связи не узнал Фульбер. Попытка последнего разлучить любовников привела к тому, что Абеляр переправил Элоизу в Бретань, в отчий дом в Пале. Там она родила сына Пьера Астролябия (1118-около 1157) и, хоть и не желая этого, втайне повенчалась. Фульбер заранее дал согласие. Вскоре, однако, Элоиза вернулась в дом дяди и отказалась от брака, не желая препятствовать Абеляру в получении им духовных званий. Фульбер же из мести приказал оскопить Абеляра, дабы таким образом по каноническим законам ему преграждён был путь к высоким церковным должностям. После этого Абеляр удалился простым монахом в монастырь в Сен-Дени, а 18-летняя Элоиза постриглась в Аржантейле. Позднее благодаря Петру Достопочтенному их сын Пьер Астролябий, воспитанный младшей сестрой отца Денизой, получил место каноника в Нанте.
Недовольный монастырскими порядками, Абеляр по совету друзей возобновил чтение лекций в Мезонвильском монастыре, но враги вновь стали возбуждать против него преследования. Его сочинение «Introductio in theologiam» было предано в 1121 году сожжению на соборе в Суассоне, а он сам осуждён на заточение в монастыре св. Медарда. С трудом получив разрешение проживать вне монастырских стен, Абеляр покинул Сен-Дени.

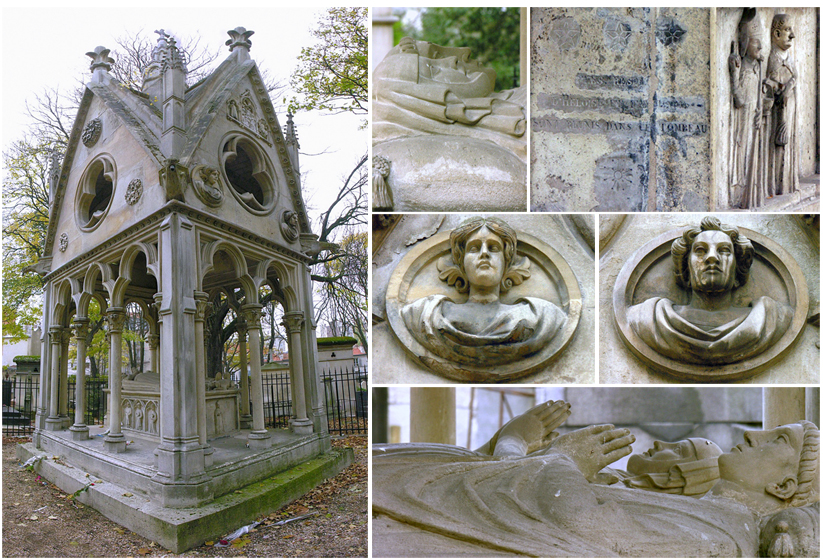
Могила Абеляра и Элоизы на кладбище Пер-Лашез

Абеляр стал отшельником в Ножан-сюр-Сен и в 1125 году выстроил себе в Ножане на Сене часовню и келью, названные Параклетом, где поселились после назначения его аббатом в Сен-Жильдас-де-Рюи в Бретани Элоиза и её благочестивые сестры по монашеству. Освобождённый наконец папой от затрудняемого ему кознями монахов управления монастырём, Абеляр наставшее время спокойствия посвятил пересмотру всех своих сочинений и преподаванию в Мон-Сен-Женевьев. Его противники с Бернардом Клервоским и Норбертом Ксантенским во главе достигли наконец того, что в 1141 году на соборе в Сансе его учение было осуждено и приговор этот утверждён папой с приказанием подвергнуть Абеляра заточению. Однако аббату в Клюни, преподобному Петру Достопочтенному, удалось примирить Абеляра с его врагами и с папским престолом.
Абеляр удалился в Клюни, где умер в монастыре Сен-Марсель-сюр-Сон в 1142 году в Жак-Марине. Тело Абеляра перевезли в Параклет. Рядом с ним затем была похоронена его возлюбленная Элоиза, которая умерла в 1164 году. После революции их останки перезахоронили в 1817 г. на парижском кладбище Пер-Лашез (хотя подлинность этих останков оспаривается).

## Философия
В споре реализма с номинализмом, господствовавшим в то время в философии и богословии, Абеляр занимал особое положение. Он не считал, подобно Росцелину, главе номиналистов, идеи или универсалии (universalia) только простыми наименованиями или отвлечённостями, равно не соглашался с представителем реалистов, Гильомом из Шампо, что идеи составляют всеобщую действительность, равно как не допускал того, что действительность общего выражается в каждом отдельном существе. Напротив, Абеляр доказывал и заставил Гильома из Шампо согласиться с тем, что одна и та же сущность подходит к каждому отдельному лицу не во всём её существенном (бесконечном) объёме, но только индивидуально, конечно («inesse singulis individuis candem rem non essentialiter, sed individualiter tantum»). Таким образом, в учении Абеляра заключалось уже примирение двух великих противоположностей между собой, конечного и бесконечного, и поэтому его справедливо называли предтечей Спинозы. Но всё-таки место, занятое Абеляром по отношению к учению об идеях, остаётся спорным вопросом, так как Абеляр в своём опыте выступить посредником между платонизмом и аристотелизмом высказывается весьма неопределённо и шатко.

Большинство учёных считают Абеляра представителем концептуализма. Религиозное учение Абеляра состояло в том, что Бог дал человеку все силы для достижения благих целей, следовательно, и ум, чтобы удержать в пределах игру воображения и направлять религиозное верование. Вера, говорил он, зиждется непоколебимо только на убеждении, достигнутом путём свободного мышления; а потому вера, приобретённая без содействия умственной силы и принятая без самодеятельной проверки, недостойна свободной личности. Достигнутое таким образом внутреннее согласие — основа для последующих действий, подлежащих этической оценке. Своеобразие этических воззрений Абеляра состоит в примате внутреннего намерения над внешним проявлением: грех совершается только в душе, поступки человека — лишь следствие того, что уже свершилось внутри него. То есть, вообще говоря, любые внешние действия для Абеляра этически не значимы:
Одно дело — совершить грех, другое дело — довершить грех. Абеляр заходит настолько далеко в этой дистинкции, что в его глазах дурной поступок не только не должен называться грехом в собственном смысле, но даже не усугубляет тяжести греха. Этьен Жильсон. Дух средневековой философии
Абеляр утверждал, что единственными источниками истины являются диалектика и Священное писание. По его мнению, даже апостолы и отцы Церкви могли заблуждаться. Это означало, что любая официальная догма церкви, не основанная на Библии, в принципе могла быть ложной. Абеляр, как отмечает Философская энциклопедия, утверждал права свободной мысли, ибо нормой истины объявлялось мышление, которое не только делает понятным для разума содержание веры, но в сомнительных случаях приходит к самостоятельному решению. Энгельс высоко оценил эту сторону его деятельности: «У Абеляра главное — не сама теория, а сопротивление авторитету церкви. Не „верить, чтобы понимать“, как у Ансельма Кентерберийского, а „понимать, чтобы верить“; вечно возобновляющаяся борьба против слепой веры».
Основной труд «Да и нет» («Sic et non»), показывает противоречивость суждений авторитетов церкви. Положил начало диалектической схоластике.

## Литературное и музыкальное творчество

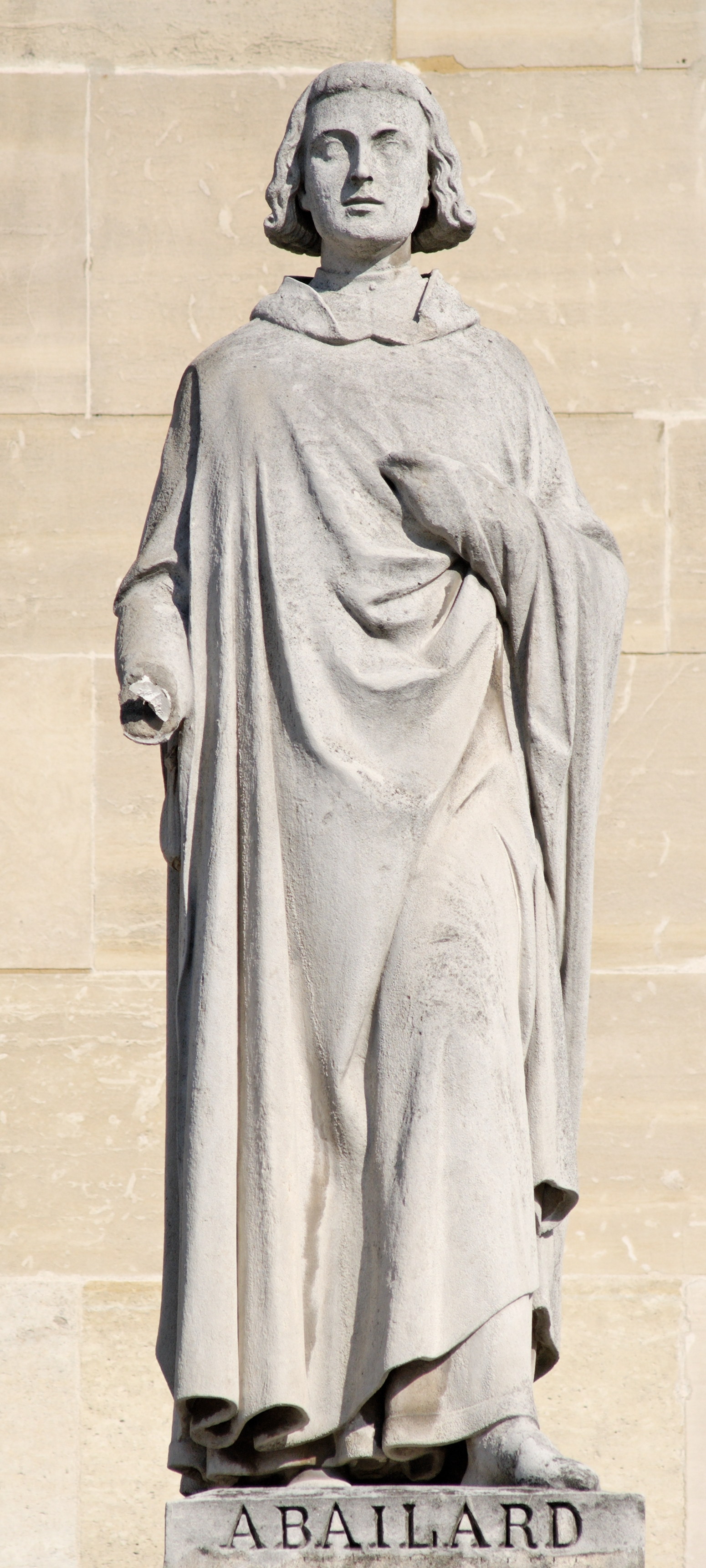
Статуя Пьера Абеляра на здании Луврского дворца (XIX век)

Для истории литературы особый интерес представляют трагическая история любви Абеляра и Элоизы, а также их переписка, переложенная на французский язык в конце XIII века.
Абеляр — автор шести обширных стихотворений в жанре плача (planctus; парафразы библейских текстов) и многих лирических гимнов. Возможно, он также является автором секвенций, в том числе весьма популярной в Средние века «Mittit ad Virginem». Все эти жанры были текстомузыкальными, стихи предполагали распев. Почти наверняка Абеляр сам писал музыку к своим стихам. Из его музыкальных сочинений почти ничего не сохранилось, а немногие плачи, записанные в системе адиастематической невменной нотации, не поддаются расшифровке. Из нотированных гимнов Абеляра сохранился один — «O quanta qualia».
«Диалог между Философом, Иудеем и Христианином» — последнее неоконченное произведение Абеляра. В «Диалоге» даётся анализ трёх способов рефлексии, имеющих этику в качестве общего основания.
Примеры сочинений Абеляра
- Плач Дины, дочери Иакова (Planctus Dinae filiae Iacob; inc.: Abrahae proles Israel nata; Planctus I)
- Плач Иакова о сыновьях (Planctus Iacob super filios suos; inc.: Infelices filii, patri nati misero; Planctus II)
- Плач дев Израилевых о дочери Иеффая Галаадского (Planctus virginum Israel super filia Jepte Galadite; inc.: Ad festas choreas celibes; Planctus III)[19]
- Плач Израиля о Самсоне (Planctus Israel super Samson; inc.: Abissus vere multa; Planctus IV)
- Плач Давида об Авенире, убитом Иоавом (Planctus David super Abner, filio Neronis, quem Ioab occidit; inc.: Abner fidelissime; Planctus V)
- Плач Давида о Сауле и Ионафане (Planctus David super Saul et Jonatha; inc.: Dolorum solatium; Planctus VI). Единственный поддающийся уверенной расшифровке плач (сохранился в нескольких рукописях, записан в квадратной нотации).

## Память об Абеляре
Образы Абеляра и Элоизы, любовь которых оказалась сильнее разлуки и пострига, не раз привлекали писателей и поэтов начиная с Вийона («Баллада о дамах былых времён»). Вероятно, к имени Абеляра восходит имя карнавального персонажа Пьетро Байлардо. В 1717 году поэт Александр Поуп опубликовал стихотворное послание Элоизы Абеляру. История влюблённой пары пересказана Джорджем Муром в романе «Элоиза и Абеляр» (1921). Марк Твен в книге «Простаки за границей» превратил ту же историю в современный фарс. Намёк на историю Абеляра и Элоизы содержит и заглавие романа Руссо «Юлия, или Новая Элоиза».
Британский фильм «Похищенный рай» (1988) — ещё одна интерпретация романа Абеляра и Элоизы. Роль средневекового философа исполнил Дерек де Линт.

## Издания сочинений
- Petri Abaelardi opera / Ed. V. Cousin. Paris, 1849—1859.
- Patrologia Latina, vol.178 / Ed. J.-P. Migne.
- Lateinische Hymnendichter des Mittelalters, hrsg. v. G.M. Dreves // Analecta Hymnica. Vol. 47 (1905), p. 142—232 (полное собрание поэзии Абеляра)
- Philosophische Schriften, hrsg. v. B.Geyer. Münster, 1939.
- Peter Abelard’s Hymnarius paraclitensis, ed. J. Szöverffy. Albany, NY, 1975.
- Теологические трактаты. М., 1995.